# Sottoprefettura di Ishikari
La sottoprefettura di Ishikari (石狩支庁?, Ishikari-shichō) è una sottoprefettura della prefettura di Hokkaidō, Giappone. Ha un'area di 3.539,84 chilometri quadrati e una popolazione di 2.310.001 abitanti al 2005. È stata fondata nel 1897.

## Geografia fisica

### Città
- Chitose
- Ebetsu
- Eniwa
- Ishikari
- Kitahiroshima
- Sapporo (capoluogo)

### Distretti
- Distretto di Ishikari
  - Shinshinotsu
  - Tōbetsu